# Bilenke (Saporischschja)
Bilenke (ukrainisch Біленьке; russisch Беленькое Belenkoje) ist ein Dorf im Nordwesten der ukrainischen Oblast Saporischschja mit etwa 5000 Einwohnern (2014).

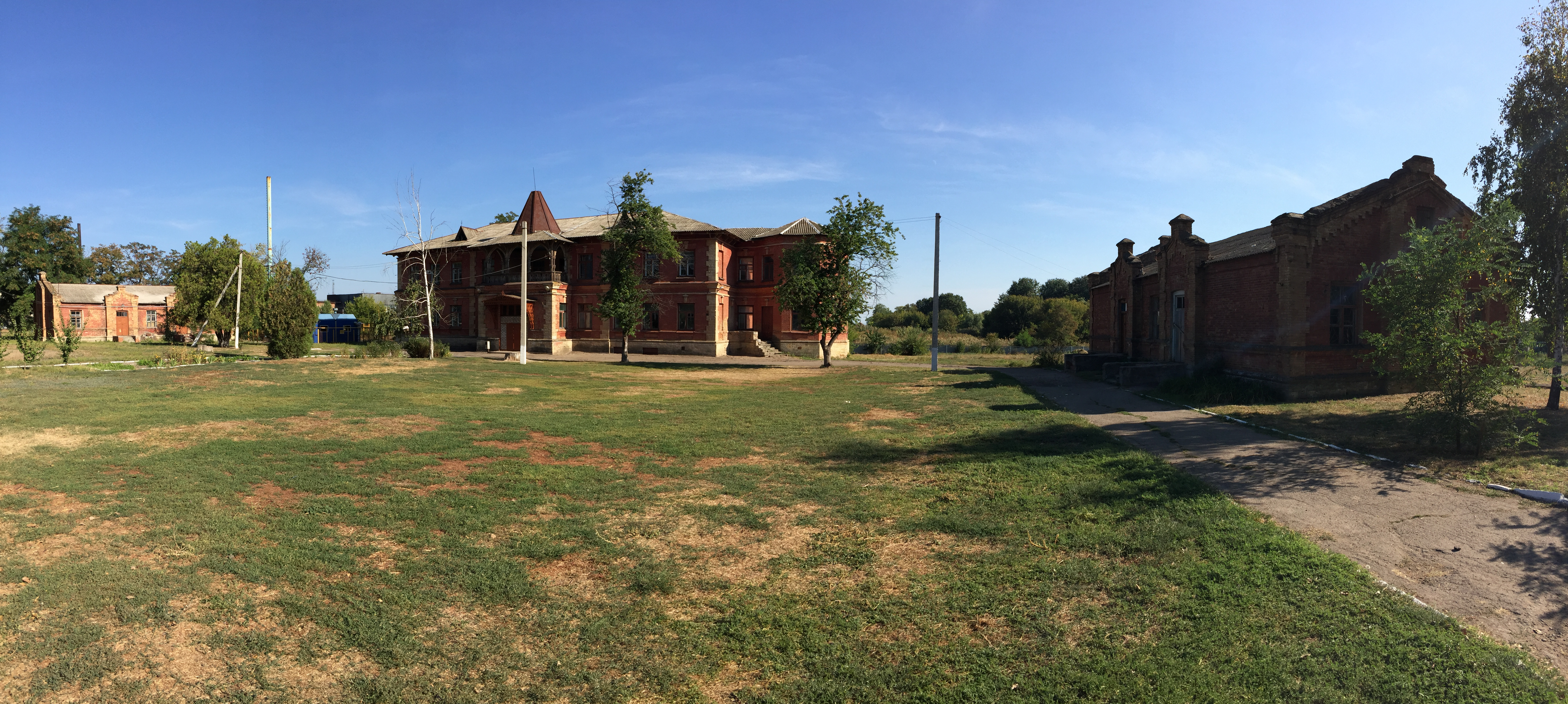
Anwesen im Ort

Die 1770 erstmals schriftlich erwähnte Ortschaft liegt im Rajon Saporischschja am Nordufer des zum Kachowkaer Stausee angestauten Dnepr. Das Oblastzentrum Saporischschja liegt 38 km nordöstlich von Bilenke. Zum Dorf führt die Territorialstraße T–08–06.

## Verwaltungsgliederung
Am 15. Juli 2016 wurde das Dorf zum Zentrum der neugegründeten Landgemeinde Bilenke (Біленьківська сільська громада/Bilenkiwska silska hromada). Zu dieser zählen auch die 8 in der untenstehenden Tabelle aufgelisteten Dörfer, bis dahin bildete es zusammen mit dem Dorf Tscherwonodniprowka die gleichnamige Landratsgemeinde Bilenke (Біленьківська сільська рада/Bilenkiwska silska rada) im Südwesten des Rajons Saporischschja.
Folgende Orte sind neben dem Hauptort Bilenke Teil der Gemeinde:
| Name                     | Name             | Name                                   |
| ukrainisch transkribiert | ukrainisch       | russisch                               |
| ------------------------ | ---------------- | -------------------------------------- |
| Bilenke Persche          | Біленьке Перше   | Беленькое Первое (Belenkoje Perwoje)   |
| Kaniwske                 | Канівське        | Каневское (Kanewskoje)                 |
| Lyssohirka               | Лисогірка        | Лысогорка (Lyssogorka)                 |
| Marjiwka                 | Мар’ївка         | Марьевка (Marjewka)                    |
| Nowoserhijiwka           | Новосергіївка    | Новосергеевка (Nowosergejewka)         |
| Smoljane                 | Смоляне          | Смоляное (Smoljanoje)                  |
| Tscherwonodniprowka      | Червонодніпровка | Червоноднепровка (Tscherwonodneprowka) |
| Udilenske                | Уділенське       | Уделенское (Udelenskoje)               |